# Unterirdische stillgelegte Basaltgruben Mayen und Niedermendig
Unterirdische stillgelegte Basaltgruben Mayen und Niedermendig este o arie protejată (arie specială de conservare — SAC, sit de importanță comunitară — SCI) din Germania întinsă pe o suprafață de 153 ha, integral pe uscat.

## Localizare
Centrul sitului Unterirdische stillgelegte Basaltgruben Mayen und Niedermendig este situat la coordonatele 50°21′40″N 7°15′58″E / 50.3611°N 7.2661°E.

## Înființare
Situl Unterirdische stillgelegte Basaltgruben Mayen und Niedermendig a fost declarat sit de importanță comunitară în martie 2001 pentru a proteja 4 specii de animale. Situl a fost protejat și ca arie specială de conservare în octombrie 2005.

## Biodiversitate
Situată în ecoregiunea continentală, aria protejată conține 1 habitat natural: Păduri de fag Asperulo-Fagetum.
La baza desemnării sitului se află mai multe specii protejate de  mamifere (4): liliac cârn (Barbastella barbastellus), liliac cu urechi mari (Myotis bechsteinii), liliac de iaz (Myotis dasycneme), liliac comun (Myotis myotis)